# 田部芳

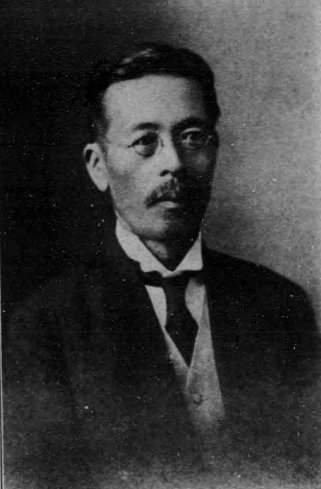
田部芳

田部 芳（たなべ かおる、1860年11月1日（万延元年9月19日） - 1936年（昭和11年）11月18日）は明治から昭和期の法曹家。大審院検事・大審院部長判事等を歴任し商法起草委員として新商法成立に尽くした。滋賀県出身者として司法省法学校同期の河村譲三郎と共に最初の法学博士（博士登録番号22番）。

## 生涯
生涯概略
田部芳は、1860年11月1日（(旧暦)万延元年9月19日）に彦根藩士下士の家（犬上郡彦根上藪下町）に生まれる。父田部密は桜田門外の変後彦根藩内に台頭した尊攘派下級藩士の結社である至誠組に近い立場にあり、明治維新後の藩政に関与。維新後は大和国の高市郡・葛上郡・葛下郡・忍海郡の郡長を務めると共に大阪・名古屋間の運送業を起こした。芳は比較的裕福な家に育ち、判事を目指し上京。東京外国語学校入学後1879年（明治12年）司法省法学校（後に東京大学法学部に統合）に入り、1884年（明治17年）法学校を卒業した。法学校同期生としては梅謙次郎や同じ滋賀県出身の河村譲三郎、司法大臣や第2代法政大学長を務める松室致、芳の妹の嫁ぎ先で大審院院長・明治大学総長を務める富谷鉎太郎、読売新聞社長となる秋月左都夫、和仏法律学校（現法政大学）校長・東京弁護士会会長を務める飯田宏作、刑法起草者である古賀廉造、手塚治の祖父で長崎控訴院長等を歴任した手塚太郎、東京帝国大学教授寺尾亨・関西法律学校第2代校長水上長次郎等がいる。
卒業後司法省に入省し、1886年（明治19年）法学修行並びに裁判事務研究のためヨーロッパに官費留学生として派遣され、フランスはソルボンヌ大学でドイツはライプツィヒ大学で学び、1890年（明治23年）7月当初3年の官費留学であったが1年間の私費留学を加えて都合4年間の留学を終え帰国した。翌8月に判事試補に任ぜられ10月には判事に昇格し東京控訴院判事を務める。また、東京帝国大学法科大学講師を兼務し一時期商法を担当した。
1893年（明治26年）2月司法省参事官として本庁勤務となり法典調査委員を命じられ、翌年3月31日商法修正案起草委員に法科大学同期で東京帝国大学法科大学教授梅謙次郎と共に田部は任命された。翌1995年（明治28年）12月法科大学教授岡野敬次郎が起草委員に、東京帝国大学助手の志田鉀太郎と加藤正治が起草委員補助に任じられた。1898年（明治31年）5月19日開会の第十二回帝国議会において商法修正案は貴族院に提出され、7月1日から施行された。
議会に対し商法修正案を提出した後の6月、田部は司法省参事官に加え検事を兼務することとなり、民刑局勤務と共に大審院検事を兼ねることになった。翌年2月には東京帝国大学法科大学推薦により法学博士号を授与された。1902年（明治35年）11月司法省兼官を辞退し、1906年（明治39年）9月検事から判事に転じ大審院部長判事に就任した。この間、1903年（明治36年）5月勲四等旭日小綬章を授けられ、1906年（明治39年）1月には高等官一等に任じられた。1920年（大正9年）12月長年の功績に対し勲一等瑞宝章を授与され、また1923年（大正12年）1月には親任官の待遇が認められた。翌2月正三位に叙された後の9月、田部は大審院部長判事を退任した。その後、悠々自適に暮らし1936年（昭和11年）11月18日逝去した。

### 略歴
略年譜
- 1860年11月1日（(旧暦)万延元年9月19日） 誕生。
- 1879年（明治12年） 司法省法学校入学。
- 1884年（明治17年） 司法省法学校卒業し司法省御用掛に任じられる。
- 1886年（明治19年） ヨーロッパに官費留学生として派遣される。
- 1890年（明治23年） 官費留学3年に1年間の私費留学を終え帰国し、東京始審裁判所（現在の地方裁判所）詰判事補、東京控訴院判事となる。
- 1893年（明治26年） 司法省参事官に就任し、法典調査委員を命じられる。
- 1894年（明治27年） 商法修正案起草委員に任命される。
- 1898年（明治31年） 検事兼司法省参事官となり、大審院検事に任じられる。
- 1899年（明治32年）3月27日 推薦により法学博士に叙される。
- 1906年（明治39年） 法律取調委員、大審院部長に任じられる。
- 1919年（大正8年） 会計検査官、懲戒裁判所裁判官を兼任する。
- 1923年（大正12年） 退官する。
- 1936年（昭和11年）11月18日 逝去する。

- 叙爵・叙勲 正三位勲一等

## 栄典
- 1903年（明治36年）
  - 5月21日 - 旭日小綬章・金杯一個[4]
  - 12月26日 - 勲三等瑞宝章[5]。
- 1910年（明治43年）12月26日 - 勲二等瑞宝章[6]
- 1914年（大正3年）5月11日 - 従三位[7]
- 1920年（大正9年）12月25日 - 勲一等瑞宝章[8]

## エピソード他
田部芳の人柄
田部が望めば学者を始め多くの道があったが、終始検事であり判事であり続けた。極めて名利に無頓着で雑事に拘らず、清貧で安んじた生活を送っていた。
家庭
妻の志な子（支那子）は宮津藩家老・河瀬家の出身で河瀬秀治の長女。夫婦仲は頗る良好で子供は男5人の女3人と子沢山であったが夫婦間の会話は少なく、しかも切り口上であった。二人共に折り目正しく、田部は極めて寡黙で暇さえあれば机に向かい研究に没頭していた。毎日妻手製の弁当を持ち、市電で麹町の自宅から霞ヶ関の役所に同じ時刻に出仕し、定時に退出し帰宅。趣味といえばヨーロッパで覚えた葉巻くらいだがかなりのヘビースモーカーであったため家の天井は黄色に変色していた。
会食
田部は部下や役所の給仕、同郷の学生の面倒をよく見ていたが、自分が会食に誘われることを嫌がった。ある時弁護士より会食に誘われどうしても断れなかった時、会食に誘った弁護士に一つの条件を出した。それは田部と弁護士と関係がない第三者を同席させることだった。会食自体は三人意気投合し楽しいものであったが、判事としての自分の立場から厳しく自分を律し、行動を抑えることができる人であった。

## 論文・著作
主要著作
1891年（明治24年）
- 行政裁判所及び司法裁判所の権限（法協(9)12）

1892年（明治25年）
- 判事検事登用試験委員及び弁護士試験委員の組織を論ず（法協(10)2）
- 旧津軽藩法律一班（法協(10)2-9）
- 万国刑法協会1891年総会報告（法協(10)3）
- 独逸帝国裁判所統計の摘要（法協(10)3）
- 独逸書新版書目（法協(10)5-9・11-12）
- 独逸民法草案編纂沿革略（法協(10)6-8・11）
- 合議制裁判所の民事評決法に就いて（法曹記事12）
- 外国最近民事裁判例彙報（法曹記事13）

1983年（明治26年）
- 独逸書新版書目（法協(11)1・3-11）
- 登記書換の件-大審院民事第一部 明治25年12月7日判決（法協(11)1）
- 死跡相続故障解除及遺産管理届并登記取消ノ件-大審院第一民事部 明治26年2月4日判決（法協(11)3）
- 万国条約全集刊行計画（法協(11)3）
- 独逸各大学に於ける博士試験（法協(11)4・6-12、(12)2・4・5・8・9・12、(13)1）
- 約定金請求ノ件-大審院第三民事部 明治25年11月22日判決（法協(11)5）
- 手形金請求ノ件-大審院第二民事部 明治25年12月10日判決（法協(11)5）
- 澳国民事訴訟法改正法案（法協(11)8）
- 万国刑法協会独逸地方部会（法協(11)9）
- 伯林法学会統計一班（法協(11)10）

1895年（明治38年）
- 白紙手形ニ就テ（法曹記事169）

1896年（明治39年）
- 商法ニ規定セル会社ノ罰則ニ就テ（法曹記事173）

## 家族
父 田部密 現奈良県内4郡の郡長を務める。
妻 田部志な子（支那子） 川瀬家より嫁ぐ。河瀬秀治の長女。五男二女を儲けた。
妹 富谷ヤス 東京控訴院長、大審院院長、貴族院勅選議員を歴任し明治大学総長となった富谷鉎太郎の妻。